# 1794 en littérature
| Années de la littérature : 1791 - 1792 - 1793 - 1794 - 1795 - 1796 - 1797    |
| Décennies de la littérature : 1760 - 1770 - 1780 - 1790 - 1800 - 1810 - 1820 |

Cet article présente les faits marquants de l'année 1794 en littérature.

## Événements
- 7 mars : André Chénier est arrêté à Passy et enfermé à la prison Saint-Lazare où il compose une élégie La Jeune Captive, dédié à Aimée de Coigny, et les Iambes satiriques. Il meurt guillotiné le 25 juillet avec le poète Jean-Antoine Roucher et Frédéric de Trenck[1].
- 23 mai : Conférences sur la destination du savant, premier cours public de Johann Gottlieb Fichte à Iéna, où il succède à la chaire de philosophie à Karl Leonhard Reinhold[2].
- 17 juin : les poètes anglais Samuel Taylor Coleridge et Robert Southey se rencontrent pour la première fois à Oxford, alors que Coleridge se rend à pied Pays de Galles ; ils se retrouvent à Bristol le 5 août avec le poète Robert Lowell, dont ils épouseront les belles-sœurs, et décident d'écrire en collaboration un drame historique The Fall of Robespierre (en)[3].
- 20 au 23 juillet : rencontre de Schiller et de Goethe lors d'une conférence de la Société d'histoire naturelle d'Iéna[4].
- 18 septembre : Benjamin Constant fait la connaissance de Madame de Staël chez les Cazenove d’Arlens à Montchoisi, aux portes de Lausanne[5].
- 5 octobre : Le Journal de la liberté de la presse de Gracchus Babeuf, publié depuis le 3 septembre, devient Le Tribun du peuple[6].

- Uránia (hu), revue trimestrielle éditée en hongrois par József Kármán[7].

## Parutions
- Thomas Paine, The Age of Reason : Being an Investigation of True and Fabulous Theology, Paris, Barrois, 1794 (présentation en ligne) (« Le Siècle de la raison »).
- Johann Gottlieb Fichte, Grundlage der gesamten Wissenschaftslehre, Leipzig, Christian Ernst Gabler, 1794 (présentation en ligne) (« Principes de la Doctrine de la science (de) »).

### Fictions
- 8 mai[8] : Ann Radcliffe, The Mysteries of Udolpho, vol. 1, London, G. G. and J. Robinson, 1794 (présentation en ligne), (« Les Mystères d’Udolphe »), roman gothique en quatre volumes 2 3 4.
- 26 mai[9] : William Godwin, Things as They Are : or The Adventures of Caleb Williams, London, B. Crosby, 1794 (présentation en ligne) (« Les Aventures de Caleb Williams »), roman en trois volumes 2 3.

- August Lafontaine, Klara du Plessis und Klairant : eine Geschichte zweier Liebenden, Berlin, 1794 (présentation en ligne), (« Claire du Plessis et Clarant, ou Histoire de deux amants émigrés »), roman en deux volumes traduit en français par Charles-Frédéric Cramer 1 2.

- Songs of Experience (« Chants d’expérience »), poèmes, Europe a Prophecy (« Europe, une prophétie ») et The first book of Urizen (« Livre d’Urizen »), livres prophétiques de William Blake[10].

## Naissances
- 14 mai : Fanny Imlay, écrivaine britannique.
- Nicolas Jełowicki, écrivain et journaliste polonais († 16 février 1867).